# Isola Krogh
L'isola Krogh è un'isola situata al largo della costa di Graham, nella Terra di Graham, in Antartide. L'isola, che raggiunge una lunghezza di circa 9 km in direzione est/ovest e una larghezza massima di 3,5, si trova in particolare nella parte sud-occidentale dell'arcipelago delle isole Biscoe, poco a ovest della punta meridionale dell'isola Lavoisier, da cui la separa il passaggio di Vladigerov, e a nord-est dell'isola Watkins, dai cui la separa lo stretto di Lewis.

## Storia
L'isola Krogh è stata scoperta durante la prima spedizione francese in Antartide comandata da Jean-Baptiste Charcot e svoltasi dal 1903 al 1905, tuttavia non è stata mappata ed è rimasta senza nome fino a quando non sono state svolte ricognizioni aeree da parte del British Antarctic Survey, al tempo ancora chiamato Falkland Islands Dependencies Survey, nel 1956-57. In seguito, essa è stata così battezzata dal Comitato britannico per i toponimi antartici in onore del fisiologo danese August Krogh, pioniere dello studio del metabolismo umano e della circolazione sanguigna in ambienti estremamente freddi.